# Tepca
Tepca este un sat din comuna Žabljak, Muntenegru. Conform datelor de la recensământul din 2003, localitatea are 84 de locuitori (la recensământul din 1991 erau 99 de locuitori).

## Demografie
În satul Tepca locuiesc 74 de persoane adulte, iar vârsta medie a populației este de 49,4 de ani (42,6 la bărbați și 56,3 la femei). În localitate sunt 30 de gospodării, iar numărul mediu de membri în gospodărie este de 2,80.
Populația localității este foarte eterogenă.
|  |

| Demografie | Demografie | Demografie |
| An         | Locuitori  | Locuitori  |
| ---------- | ---------- | ---------- |
|            |            |            |
|            |            |            |
|            |            |            |
|            |            |            |
| 1948       | 330        |            |
| 1953       | 397        |            |
| 1961       | 340        |            |
| 1971       | 310        |            |
| 1981       | 202        |            |
| 1991       | 99         | 98         |
| 2003       | 84         | 84         |

| \| Componența etnică conform recensământului din 2003[2] \| Componența etnică conform recensământului din 2003[2] \| Componența etnică conform recensământului din 2003[2] \| Componența etnică conform recensământului din 2003[2] \| Componența etnică conform recensământului din 2003[2] \| \| ----------------------------------------------------- \| ----------------------------------------------------- \| ----------------------------------------------------- \| ----------------------------------------------------- \| ----------------------------------------------------- \| \| \| \| \| \| \| \| Sârbi \| Sârbi \| \| 43 \| 51,19% \| \| Muntenegreni \| Muntenegreni \| \| 41 \| 48,8% \| \| necunoscută \| necunoscută \| \| 0 \| 0% \| |              |  |    |        |
| Componența etnică conform recensământului din 2003 |              |  |    |        |
| |              |  |    |        |
| Sârbi | Sârbi        |  | 43 | 51,19% |
| Muntenegreni | Muntenegreni |  | 41 | 48,8%  |
| necunoscută | necunoscută  |  | 0  | 0%     |